# Ratusz w Pogorzeli
Ratusz w Pogorzeli – siedziba władz miejskich Pogorzeli. Budynek pochodzi z XIX wieku, na elewacji umieszczono tablicę pamiątkową ku czci ofiar hitleryzmu.

Galeria
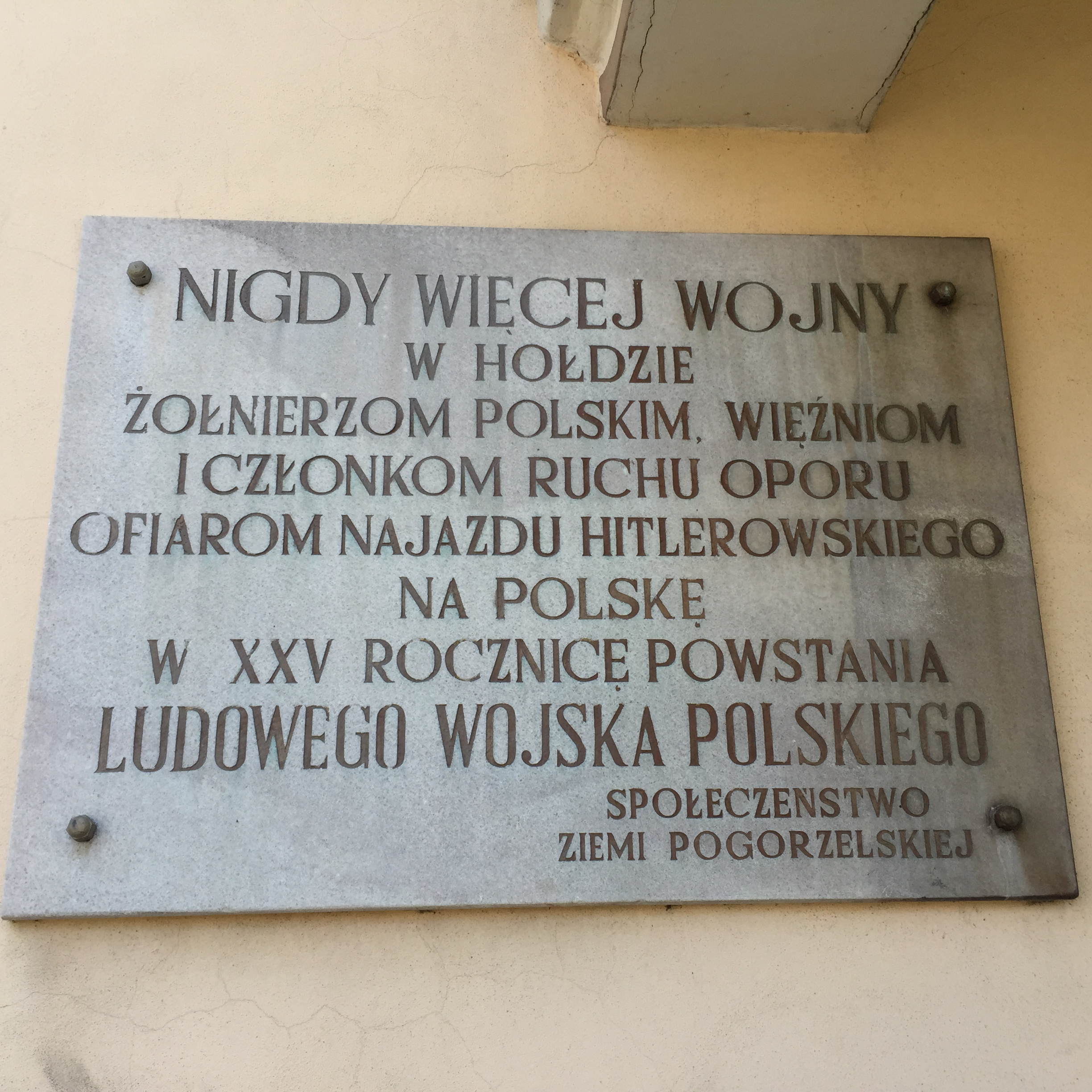
Tablica pamiątkowa na ścianie ratusza w Pogorzeli
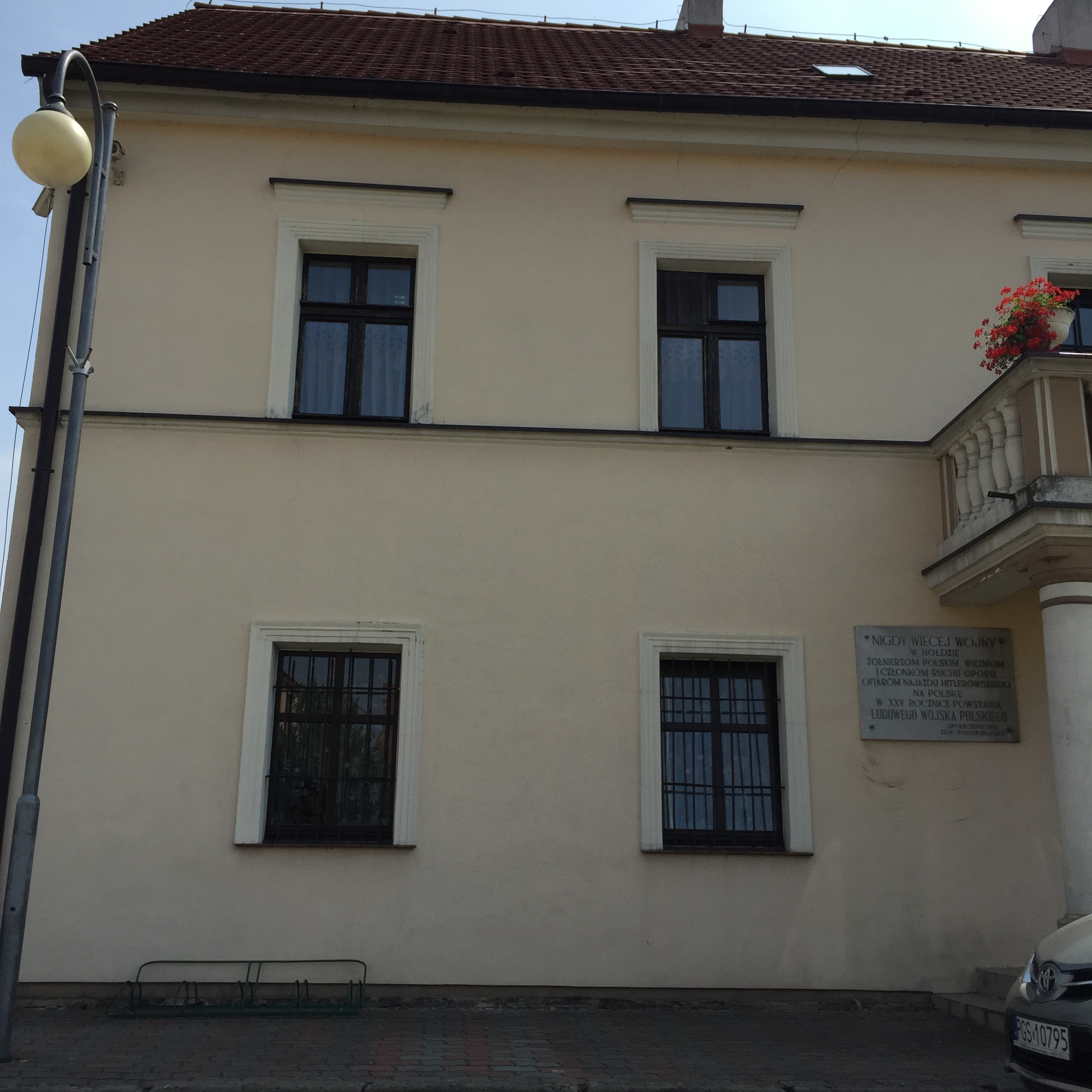
Fragment ratusza w Pogorzeli z tablicą pamiątkową
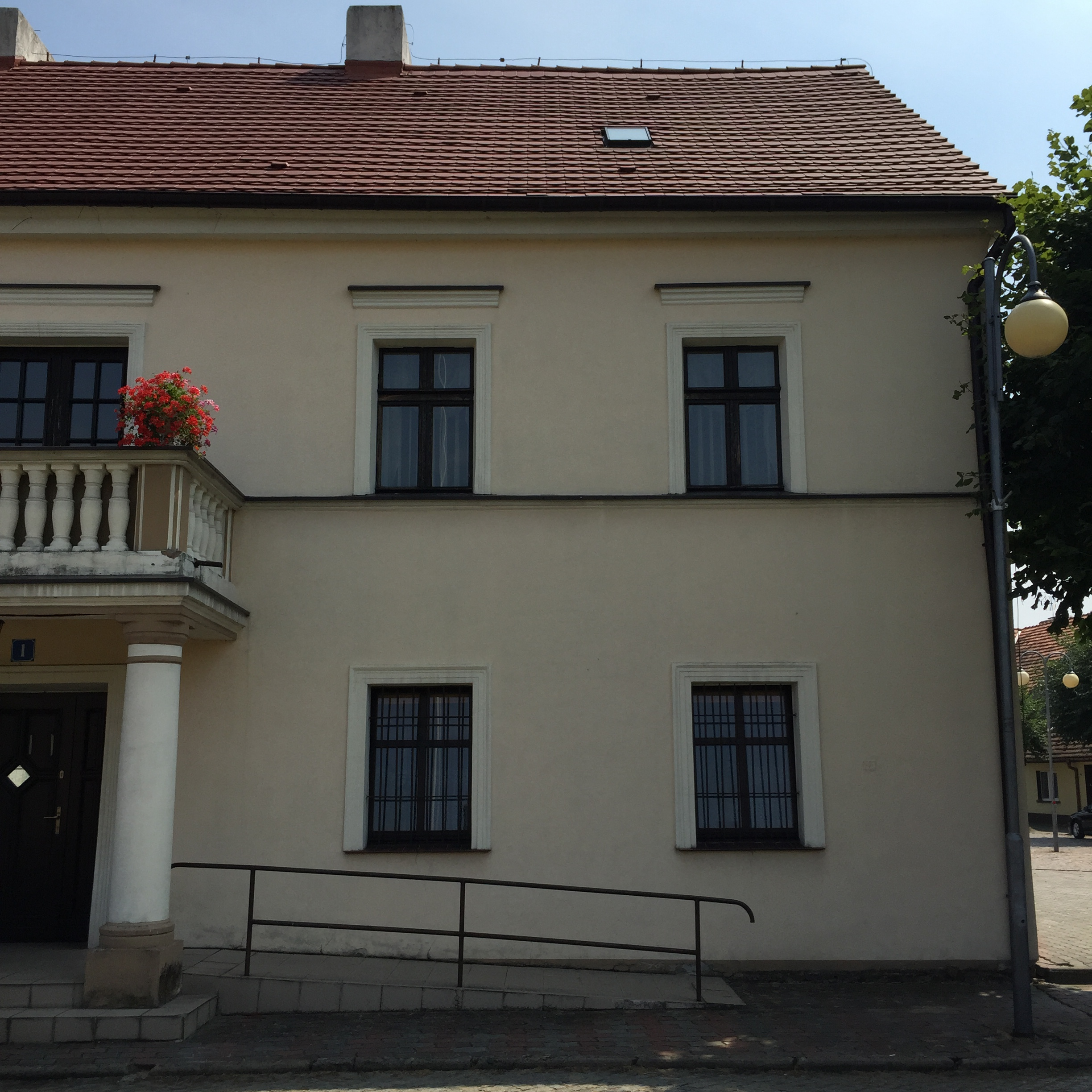
Fragment ratusza miejskiego w Pogorzeli